# Venus (mythologie)
Venus, de Romeinse godin van de liefde, oorspronkelijk een Ouditalische vegetatiegodin, beschermster van tuinen en wijngaarden, werd later vereenzelvigd met de Griekse Aphrodite. Haar Etruskische equivalent is Turan.

## Verering
De Venusverering begon in Ardea en Lavinium, in Latium. Op 18 augustus 293 v.Chr. werd de oudste Venustempel gebouwd. Op 18 augustus werden destijds de Vinalia Rustica gevierd. Op 1 april werden de Veneralia gevierd ter ere van Venus Verticordia, de beschermvrouwe tegen de zonde. Op deze dag werd het standbeeld van Venus gedrapeerd in bloemen en voorzichtig gewassen.
Vanaf 217 v.Chr. werd Venus geïdentificeerd met Aphrodite toen haar cultus uit de Grieks-Siciliaanse stad Eryx naar Rome werd gebracht. Op 23 april 215 v.Chr. werd een tempel op het Capitool in Rome gebouwd, gewijd aan Venus Erycina om de Romeinse nederlaag in de Slag bij het Trasimeense Meer te herdenken.
Venus werd ook geassocieerd met een andere Romeinse godin, namelijk Cloacina, de godin van de cloaca maxima, de hoofdriolering die liep vanaf het Forum Romanum en in de Tiber uitmondde. In die associatie werd zij Venus Cloacina genoemd en een tempel voor haar bevond zich op het Forum.
De cultus van Venus werd vooral bevorderd door de politieke leiders: Julius Caesar en Augustus lieten hun geslacht, de gens Julia, teruggaan op de mythische Aeneas, de zoon van Venus en Anchises. In deze vorm werd zij geëerd als Venus Genetrix aan wie Julius Caesar een tempel wijdde.
Andere titels van Venus komen eveneens voor zoals Venus Felix (gelukkige Venus), Venus Victrix (victorieuze Venus), en in de 3e eeuw Venus Caelestis (hemelse Venus). Venus behoorde, samen met Roma, tot de belangrijkste "beschermheiligen" van de stad Rome, en de grootste tempel, de Tempel van Venus en Roma, werd aan deze twee godinnen gewijd.
De verering van Venus gaat door tot minstens het begin van de 4e eeuw.

## Astrologie
In de westerse astrologie geldt Venus als archetypisch vrouwelijk, verbonden met de tekens Weegschaal (daghuis) en Stier (nachthuis) en in de horoscoop wordt ze beschouwd als een 'kleine weldoener' (benefactor).
| Venus door Duval, Amaury |  | Afbeeldingen uit het Nordisk familjebok |
| Venus door Duval, Amaury |  | Afbeeldingen uit het Nordisk familjebok |

## Venus in de beeldende kunst
Venus werd in de Romeinse cultuur vaak afgebeeld als een vrouw met een rond voorwerp in haar hand, bijvoorbeeld een appel of een spiegel, maar soms met Cupido of Victoria op haar hand, en ook wel met een roer of een dolfijn.
Venus, de godin van de liefde was ook van de oudheid een geliefd onderwerp voor vele kunstenaars. Vaak wordt ze afgebeeld met andere figuren uit de mythologie zoals Mars en Amor/Cupido.

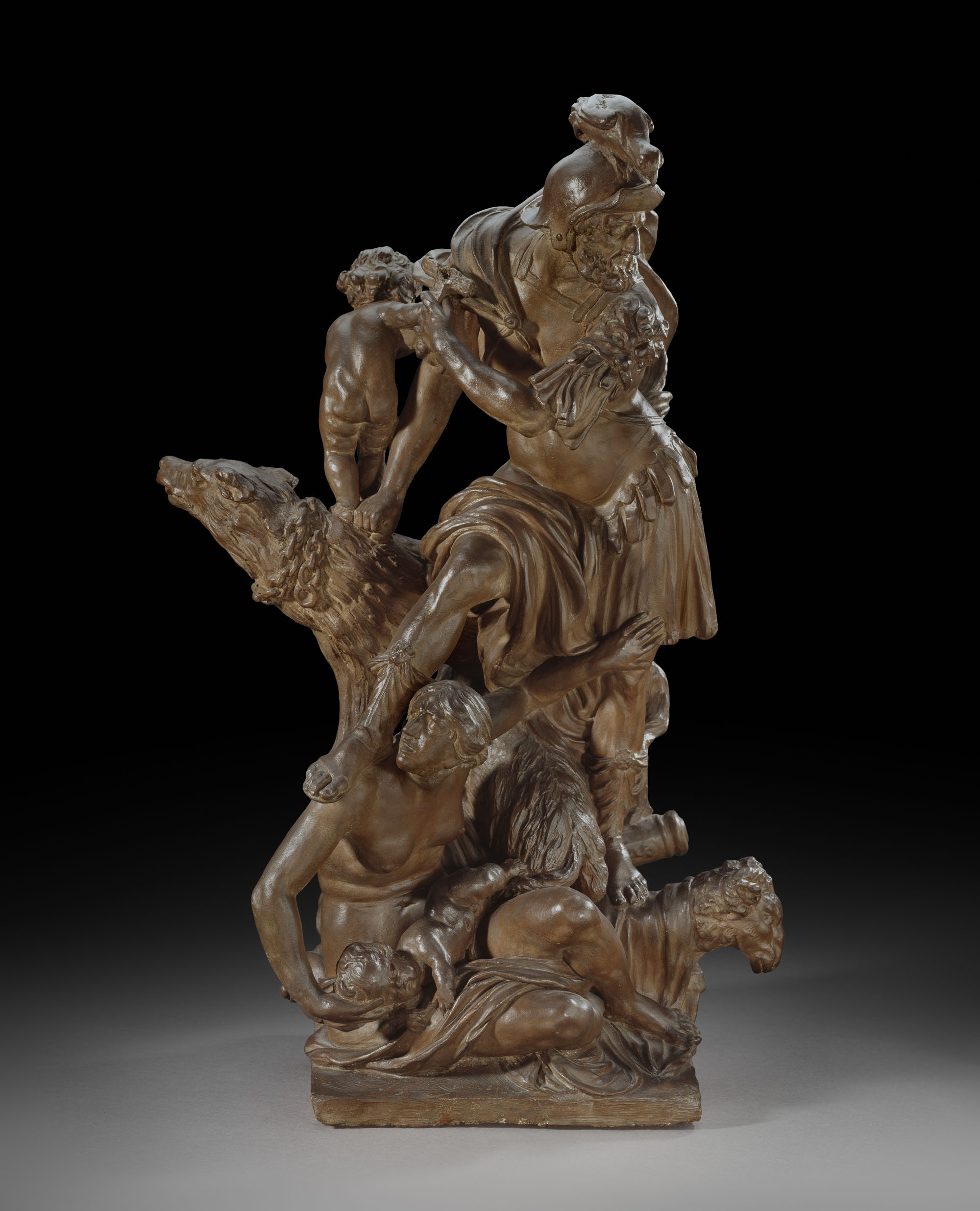
Willem van den Kieboom, De Oorlog (Mars, Venus en Amor), KMSKA (bruikleen Erfgoedfonds)
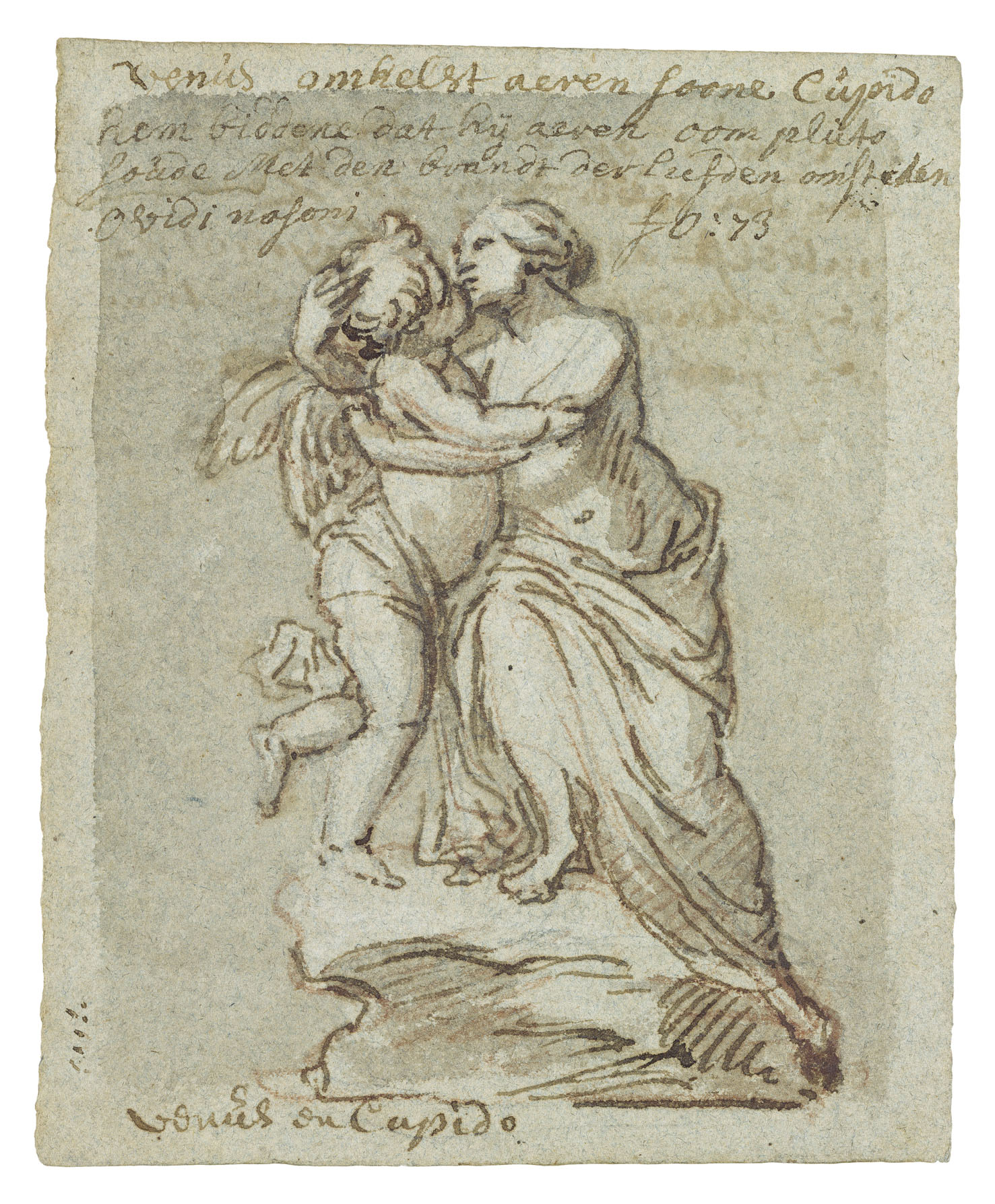
Michiel van der Voort, Ontwerp voor een beeld van Venus Cupido omhelzend, Museum Plantin-Moretus (bruikleen Erfgoedfonds)

## Bijnamen

De Geboorte van Venus, door Botticelli geschilderd rond 1485. Het hangt in het Uffizi museum in Florence. Links zijn Zephyros, de god van de westenwind, en Flora, de godin van de bloemen, afgebeeld. De vrouw rechts is een van de drie Horen.

Venus had in het Latijn ook enkele bijnamen, die verwezen naar haar functies of de plaatsen waar ze aanbeden werd:
- Amathusia - genoemd naar de stad Amathus (Grieks:Αμαθούς) op Cyprus
- Cytherea - genoemd naar het eiland Kythira (Grieks:Κύθηρα) waar zij geboren zou zijn, dit eiland was het centrum van haar cultus
- Erycina - genoemd naar haar beroemde tempel op Sicilië bij de berg Eryx
- Genetrix - de moeder van het Romeinse Volk
- Verticordia - genoemd naar haar functie als beschermster tegen de verdorvenheid

## Trivia
- Het woord "venerisch" (zie geslachtsziekte) is afgeleid van "Venus".